# Church of Bangladesh
Die Church of Bangladesh (Kirche von Bangladesch, CoB, bengalisch চার্চ অব বাংলাদেশ) ist eine unierte Kirche in Bangladesch. Mit etwa 22.000 Mitgliedern repräsentiert sie – neben den erheblich stärkeren Baptisten und der römisch-katholischen Kirche – nur eine Minderheit der Christen, die in dem vom Islam geprägten Land weniger als ein Prozent der Bevölkerung ausmachen. Der Sitz der Kirche ist in Dhaka.
Als Tochterkirche der Church of Pakistan gegründet, vereinigt sie Kirchen, die anglikanischen und reformierten Traditionen angehörten und teils bischöflich, teils nicht-bischöflich verfasst waren.

## Geschichte
In dem Gebiet des heutigen Staates Bangladesch waren schon seit 1599 Missionare aus dem Jesuitenorden aktiv; vor 1800 begann der baptistische Missionar William Carey seine einflussreiche Tätigkeit. Anglikanische und presbyterianische Missionsgesellschaften folgten erst nach 1816. 
Nach jahrzehntelangen Verhandlungen schlossen sich Kirchen des (bis 1947 noch vereinigten) indischen Subkontinents 1970 zur Church of North India und zur Church of Pakistan zusammen. Letztere bestand vor allem aus Gemeinden der anglikanischen Church of India, Burma and Ceylon (ab 1947 Church of India, Pakistan, Burma and Ceylon) und der United Church of Northern India (1924 aus der Vereinigung von presbyterianischen und kongregationalistischen Kirchen hervorgegangen). 
Nach der Gründung des Staates Bangladesch, der bis 1971 als Ostpakistan ein Teil Pakistans gewesen war, beschloss die Synode der Church of Pakistan am 30. April 1974, dass der östliche Teil, d. h. die Diözese Dhaka, als Church of Bangladesh in die Selbständigkeit entlassen werden solle. Diese Diözese, 1956 aus der Diözese Kalkutta ausgegliedert, bestand schon innerhalb der Church of India, Pakistan, Burma and Ceylon. Der erste Bischof der bei ihrer Gründung einzigen Diözese der CoB, James D. Blair, hatte schon seit 1956 amtiert. 1975 wurde mit B. D. Mondal ein Bengali zu seinem Nachfolger gewählt. 1990 wurde die Diözese Kushtia ausgegliedert, 2017 die Diözese Barishal.

## Organisation
Die Church of Bangladesh umfasst (Stand 2022) drei Diözesen, denen jeweils ein Bischof vorsteht. 
| Diözese  | Sitz     | Bischof              |
| -------- | -------- | -------------------- |
| Barishal | Barishal | Shourabh Pholia      |
| Dhaka    | Dhaka    | Paul Shishir Sarker  |
| Kushtia  | Kushtia  | Samuel Sunil Mankhin |

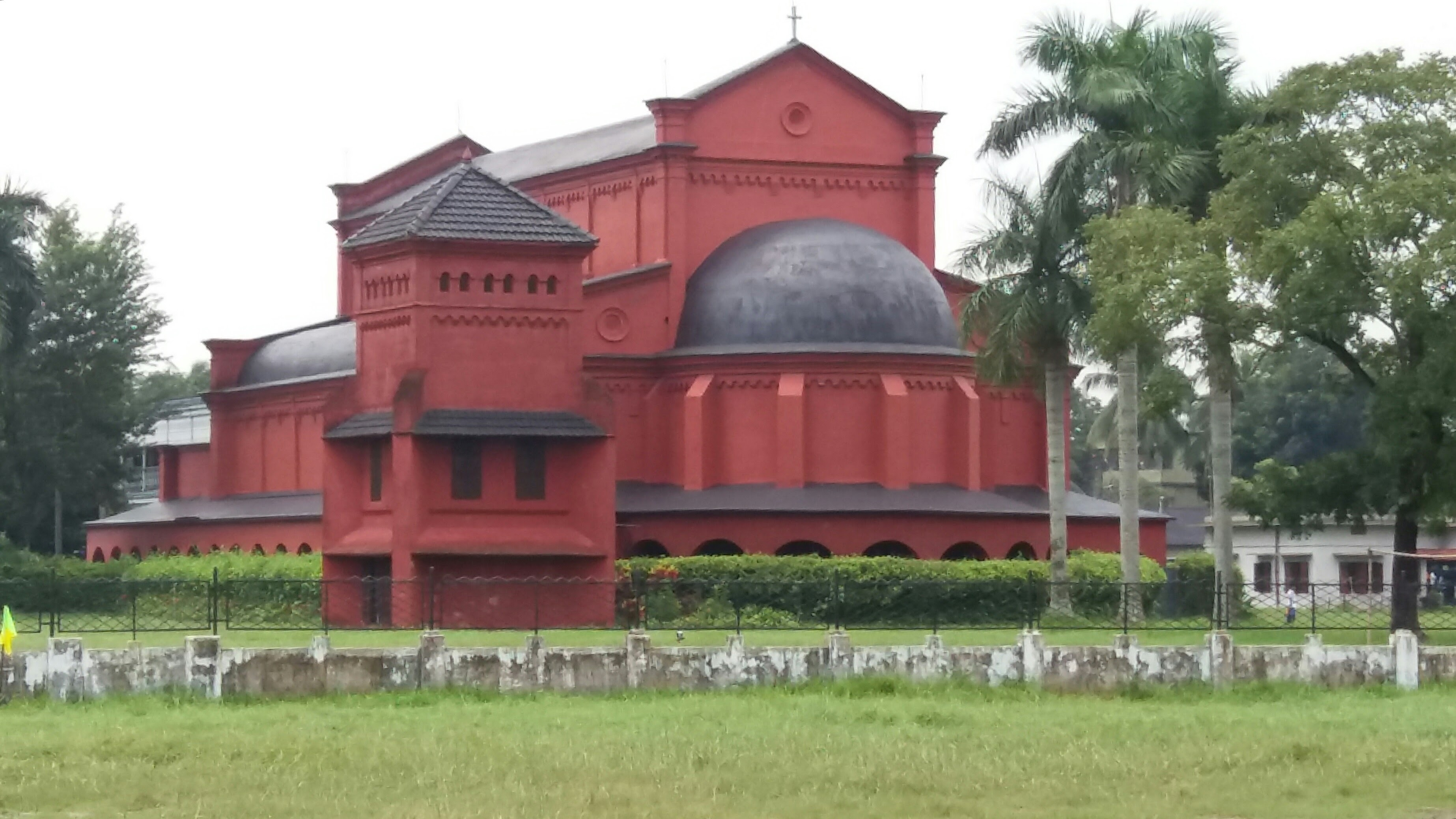
Oxford Mission Church in Barishal

An ihrer Spitze steht einer der Diözesanbischöfe als Moderator der Synode, die das oberste Entscheidungsgremium der Kirche ist. Er fungiert zugleich als anglikanischer Primas. Derzeit (2022) ist es Samuel Sunil Mankhin, der Bischof von Kushtia.
Seit 1996 werden Frauen zu Diakoninnen ordiniert.

## Ökumenische Beziehungen
Die CoB gehört der Anglikanischen Gemeinschaft (wo sie gemeinsam mit der Church of South India, der Church of North India und der Church of Pakistan eine der vier „vereinigten Kirchen“ bildet) und der Weltgemeinschaft Reformierter Kirchen an. Ferner ist sie Mitglied im Ökumenischen Rat der Kirchen, im National Council of Churches in Bangladesh und in der Christian Conference of Asia.